# Martine Carol
  Martine Carol    (Saint-Mandé, 16 de maig de 1920 - Montecarlo, 6 de febrer de 1967) Va ser, fins a l'arribada de Brigitte Bardot, l'estrella francesa més famosa i popular dels anys cinquanta.

## Biografia
Arriba a París per estudiar a "l'École des Beaux Arts". Després de la seva trobada amb els actors André Luguet, ex jove primer ministre del cinema francès i americà, i Micheline Presle, estrella en ascens del cinema francès, va prendre classes de teatre amb Robert Manuel i René Simon.
Va debutar al teatre a "Phèdre" amb el nom de Maryse Arley1 el 1940. Durant l'Ocupació, com molts actors francesos, va fer pel·lícules finançades per la firma alemanya Continental, dirigida per Alfred Greven. El 1941 va aparèixer a The Last of the Six, al costat de Pierre Fresnay i Jean Tissier, després a Les Inconnus dans la maison, amb Raimu. També va rodar el 1942 en una pel·lícula d'esbossos obertament antisemita i anti americana anomenada Les Corrupteurs dirigida per Pierre Ramelot.
Coneguda per Henri-Georges Clouzot, havia d'aparèixer a La Chatte, una adaptació cinematogràfica del relat de Colette, que mai no es rodarà. El 1943 va rodar La Ferme aux loups, al costat de Paul Meurisse i François Périer. Aquesta última, després d'haver-la aconsellat que canviés el seu pseudònim, va triar Martine Carole, abans de deixar ràpidament la "e" final. El 1947 va actuar a La Route du tabac al teatre renaixentista al costat de Marcel Mouloudji. Ara apareix regularment al cinema, on la seva bellesa marca els ànims, en particular a Miroir (1947) amb Jean Gabin, Les Amants de Verona (1948) amb Pierre Brasseur o fins i tot I love you (1949) amb el cantant Luis Mariano

## Caroline estimada
El nom de Martine Carol, però, seguirà associat durant molt de temps al personatge que la fa famosa: Caroline darling, adaptada de les novel·les de Cécil Saint-Laurent. Ella interpreta una aristòcrata encantadora i decidida que sobreviu a la Revolució i es venja sota l'Imperi, fent un ús extens dels seus talents com a seductora. El 1954 es va casar amb el cineasta francès Christian-Jaque, que va reservar els seus papers proporcionalment al típic "sex symbol" dels anys cinquanta en què s'havia convertit, sobretot en Lucrèce Borgia, Madame du Barry i Nana.
Martine Carol va ser guardonada amb la Victòria a la millor actriu el 1953 (per Adorables Créatures), el 1954 (per Lucrèce Borgia) i el 1956 (per Nana).
Treballa amb Sacha Guitry (per a un dels innombrables petits papers de Si Versailles Meant to Be Told el 1953, però la seva escena es va tallar durant l'edició i no surt als crèdits), René Clair, Vittorio De Sica, etc. Dona la rèplica a Gérard Philipe, Raf Vallone, Charles Boyer o fins i tot a Vittorio Gassman.
El 1955, Lola Montès de Max Ophüls finalment li va atreure el favor de la crítica, que fins aleshores li retreia que fos "una mala actriu". La pel·lícula que ressegueix la vida d'una cortesana caiguda i arruïnada, que s'exhibeix en un circ per sobreviure, és tanmateix defugida pels espectadors. Alguns crítics la qualifiquen com una "pel·lícula maleïda". El públic es va negar a desmitificar l'estrellisme exhibicionista del qual Martine Carol era llavors el símbol.
El 1956, Martine Carol va rebre el premi Ciné-Revue a la popularitat femenina (lligat amb Michèle Morgan).

## Fi de carrera

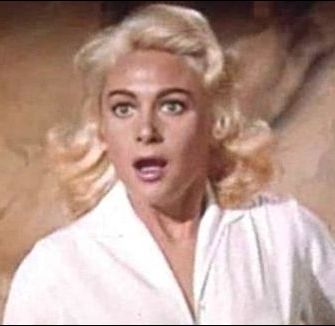
Martine Carol en el film Tigre en acció

A partir del 1956, la seva notorietat va patir la de Brigitte Bardot, la nova estrella del cinema, tan emblemàtica dels anys seixanta com Martine dels anys 50. El cinema tradicional que va fer la seva glòria és arrasat per la Nova Ona que té com a musa Bernadette Lafont. Tot i això, interpreta diverses pel·lícules destacades: Au bord du volcano, de Terence Young amb Van Johnson, The Venetian Wedding d'Alberto Cavalcanti amb Vittorio De Sica, Tout près de Satan de Robert Aldrich amb Jack Palance, Austerlitz d'Abel Gance on dona la resposta a Pierre Mondy, Le cave se rebiffe de Gilles Grangier amb Jean Gabin i Bernard Blier, Vanina Vanini de Roberto Rossellini amb Laurent Terzieff.
Es va enfonsar a la depressió, va consumir moltes drogues i va imposar cures draconianes per aprimar. Després d'un parèntesi de quatre anys i d'un nou matrimoni amb un home de negocis anglès, va rodar la seva última pel·lícula, Judgment a Praga, el 1966. Poc després del rodatge, el seu marit la va trobar morta el 6 de febrer de 1967 a dos quarts de tres o a les tres de la matinada, a la seva habitació de l'Hotel París de Montecarlo, víctima d'un atac de cor. Circularan rumors de suïcidi.
Va ser enterrada (provisionalment) per primera vegada el 10 de febrer de 1967 al cementiri Père-Lachaise de París i després, el 14 de febrer de 1967, al cementiri Grand Jas (plaça núm. 3) de Canes (Alps-Marítims). El 24 de febrer de 1967, el cap de jardineria i el conserge van descobrir que la llosa de la volta de la família Mourer s'havia mogut. El 28 de febrer de 1967, Martine Carol va ser enterrada per tercera vegada.

## Vida personal
Quan l'actor Georges Marchal, el seu primer amor, va preferir Dany Robin a ella, es va llançar al Sena el 10 d'abril de 1947, al Pont de l'Alma, després d'haver consumit alcohol i medicaments; un taxista la va salvar de l'ofegament. La premsa no es pren seriosament l'assumpte i fa referència a un "suïcidi publicitari".
Es casarà, després, quatre vegades: el 14 de setembre de 1949 amb Josef Stephen Crane va dir que Steve Crane, actor i restaurador nord-americà, anteriorment casat dues vegades amb Lana Turner. El maig de 1952, va confirmar la seva separació de Steve Crane; després es va casar el 15 de juliol de 1954 amb el cineasta francès Christian-Jaque, es van conèixer el 1952. Es van divorciar el 13 de maig de 1959. André Rouveix, un jove metge francès conegut a Fort-de-France, s'hi va casar el 3 d'agost de 1959; va sol·licitar el divorci el maig de 1961. Finalment es va casar amb Mike Eland, un home de negocis anglès, el 30 de juny de 1966 a Londres.